# ギルフォード・ダドリー
ギルフォード・ダドリー（Guildford (Guilford) Dudley, 1535年頃 - 1554年2月12日）は、1553年7月10日から同月19日までイングランド女王だったジェーン・グレイの夫である。
ギルフォードは人文主義教育を受け、エドワード6世の死のわずか6週間前にジェーンと盛大な結婚式を挙げた。エドワード6世が死去すると、ギルフォードの父ノーサンバランド公ジョン・ダドリーはジェーンの祖母がヘンリー8世の妹メアリー・テューダーだったことを根拠に彼女を女王に推戴した。ギルフォードは女王の王配として相応の「王」となることを望んだが、イングランドには女王の先例がなく王配を王として扱うことにはジェーン自身も慎重で、結局夫を共同統治者に据えることを見送った。ジェーンの在位は10日に満たない短さに終わり、エドワード6世の姉・メアリー1世があらたに女王として即位すると、夫妻は国家反逆罪でロンドン塔の牢獄に別々に入れられ、共に1553年11月に死刑を宣告された。当初メアリー1世はジェーンとギルフォードを助けるつもりだったが、メアリー女王とスペイン王フェリペ2世との結婚に反対して女王の廃位を主張するワイアットの乱が起きると、自身の王座を脅かす危険を排除するため夫妻を処刑した。幼い夫婦に対する死刑はあまりに無情だという声が広がった。

## 結婚
初代ノーサンバランド公爵ジョン・ダドリーと、英領カレーの総督を務めたサー・エドワード・ギルフォード (Sir Edward Guildford) の娘ジェーン (Jane Dudley) の間の六男、実質的な四男として生まれた。ダドリー家は14世紀にダドリー城主となり、後にダドリー男爵 (Baron Dudley) となったサットン家に由来する。父方の祖父エドマンド・ダドリー (Edmund Dudley) はヘンリー7世王の顧問官を務め、ヘンリー7世没後に失脚・処刑された。父方の祖母を通じ、ギルフォードは百年戦争の英雄であるウォリック伯リチャード・ド・ビーチャムやシュルーズベリー伯爵ジョン・タルボットの血を引いていた
。
ダドリー家の13人の子供たちは、後にギルフォードの妻となるレディ・ジェーン・グレイやエリザベス王女（後のエリザベス1世女王）と同じ人文主義の教育を受けた。父ノーサンバーランド公爵は幼いエドワード6世王の枢密院議長となり、1550年から1553年まで実質的にイングランドを統治した。印刷業者のリチャード・グラフトン (Richard Grafton) は、知り合いだったギルフォードについて「美男子で、芸術を愛し、感じのよいジェントルマン」と評している。1552年、ノーサンバーランド公爵はギルフォードをジェーン・グレイの従妹にあたるマーガレット・クリフォード (Margaret Clifford) と結婚させようとしたが、失敗に終わった 。その代わり、ギルフォードは翌1553年の春にその従姉ジェーン・グレイと婚約した。ジェーン・グレイはマーガレット・クリフォードよりもイングランド王位継承順位では上位にあった。同年5月21日の聖霊降臨 (Whitsun) の祝日とその翌日、ノーサンバーランド公爵家のロンドンの居館であるダラム・ハウス (Durham House) において、ギルフォードとジェーンの結婚式が行われた。この結婚式ではギルフォードとジェーン、ギルフォードの妹キャサリン (Katherine Dudley) とハンティンドン伯爵家の嗣子ヘンリー (Henry Hastings, 3rd Earl of Huntingdon)、ジェーンの妹キャサリン・グレイ (Lady Catherine Grey) とペンブルック伯爵家の嗣子ヘンリー (Henry Herbert, 2nd Earl of Pembroke) の3組のカップルが同時に結婚した。この結婚式では非常に盛大な披露宴が行われ、ジョストや種々のゲーム、仮面劇（マスク）が催された。仮面劇では、男性陣と女性陣により都合2回の劇が上演された。式にはヴェネツィア共和国とフランスの大使、また「大勢の庶民…そして王国で最も重要な地位を占めるお歴々が集った」。ギルフォードと一部の出席者は、「コックが料理に使うための葉っぱの種類を間違えたために」、食中毒になった。

## 王配

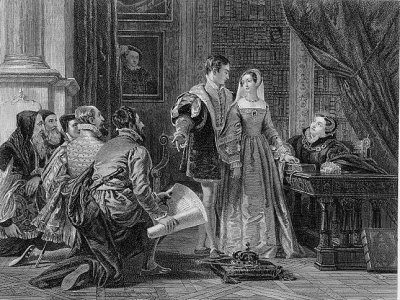
即位を要請されるジェーン・グレイ、1820年代の想像図、ギルフォードとジェーンは中央に立つ

すでに死期の迫っていた国王エドワード6世は、2人の腹違いの姉メアリーとエリザベスを排除して、又従姉であるジェーン・グレイを王位継承者に指名した。エドワード6世が1553年7月6日に死去すると、ノーサンバーランド公爵は亡き王の遺言通りになるよう事を運んだ。神聖ローマ帝国とフランスの大使はノーサンバーランド公爵による計画の成功を確信していた。ジェーンは王位に就くことを嫌がったが、実の両親と義理の両親を始めとする一群の貴族たちの懇願と叱咤に根負けして女王となることに同意した。ギルフォードもまた新妻に繰り返しキスや抱擁をしながら、愛情深い態度で王位に就くよう嘆願した。7月10日、ジェーンとギルフォードは天蓋の下に2人並んで、歓呼を受けつつロンドン塔に入城した。ロンドン塔の主となったギルフォードは、自らも王位に就くことを望み出した。ジェーンの後の告白によれば、「私と議会の同意が無ければ王位に就くことのできない」ギルフォードと彼女とが、このことで長時間の夫婦喧嘩をしたという。結局、ジェーンはギルフォードをクラレンス公爵に叙すことしか認めなかった。ギルフォードは母親のノーサンバーランド公爵夫人に「私がなりたいのは公爵ではない、国王です ("I will not be a duke, I will be King")」ともらした。ノーサンバーランド公爵夫人は嫁の仕打ちに腹を立て、ギルフォードにジェーンと同衾することを禁じた。また公爵夫人はギルフォードにロンドン塔からダラム・ハウスに帰るように命じたが、ジェーンはギルフォードにロンドン塔に残り、自分の傍にいるように求めた。このとき、ジェーンは「私は公爵と枢密院に欺かれたうえ、夫と姑にまで邪慳にされている」と嘆いた。
ギルフォードは枢密院の日々の会合において議長役を務めたが、これに対し国家元首たるジェーンは出席しなかった。女王夫妻は天蓋の下で一緒に食事を摂った。ギルフォードは「陛下」の敬称で呼ばれるようになったが、それはあくまで女王の夫君としての地位のおかげだった。フランス大使アントワーヌ・ド・ノアイユ伯爵 (Antoine de Noailles) は、ギルフォードを「新王」と呼んでいる。スペイン領ネーデルラントのブリュッセル宮廷もギルフォードが国王として即位したと見なしていた。

## 虜囚
ジェーンが即位宣言をした7月10日、エドワード6世の長姉メアリー王女からの、今や自分が女王となったので枢密院に臣従の誓いを要求する、と主張する手紙がロンドンに届いた。イースト・アングリアに滞在していたメアリー王女のもとには支持者が結集していた。何度かの議論の後、ジェーン女王は、父サフォーク公爵の反対にもかかわらず、メアリー王女の陣営に兵を送り込むことに同意した。ノーサンバーランド公爵は軍勢を引き連れてケンブリッジに進軍してから、7月20日にロンドンの枢密院がメアリーを正統な女王と宣言するまで、1週間のあいだ動かなかった。ノーサンバーランドは慌ててメアリー女王に忠誠を誓ったが、翌7月21日の朝に逮捕された。7月20日、ロンドンで枢密院がメアリー女王即位を宣言する数時間前に、ジェーンはある王室儀仗兵 (Gentleman at Arms) の息子の洗礼の代母を務め、その子に夫ギルフォードの洗礼名を授けた。ロンドン塔に長いあいだ幽閉されていたカトリック支持派のウィンチェスター司教スティーブン・ガーディナーは、この話を聞きつけると、激しくこれを非難した 。
枢密院のメンバーの大半は、ジェーン女王を見捨てる前にロンドン塔を離れていた。ジェーンの父サフォーク公爵は、枢密院の仲間たちが心変わりしたことを知るや否や、受け持ちの城塞を放棄してタワー・ヒルの近くでメアリー女王に忠誠を誓った。サフォーク公爵夫妻は屋敷に戻ることを許されたが、ジェーンとギルフォード、そしてノーサンバーランド公爵夫人には許しが下りなかった。その後、ジェーンはロンドン塔の中の王室の住居部分から、貴紳のための監房に移され、ギルフォードはベル・タワーの監獄に収容された。その後すぐ、ギルフォードの監獄にはすぐ上の兄のロバート・ダドリーも連行されてきた。他の兄弟たちは別のタワーの監獄に入れられた。父ノーサンバーランド公爵は8月22日に斬首刑に処された。メアリー女王はジェーンとギルフォードには恩赦を与える気でいた。
ジェーンとギルフォードは8月12日に起訴され、ジェーンはメアリー女王に対し「女王陛下が告訴された私の罪について陛下に御許しを請い…陛下にことの真相をお伝えいたします」との謝罪の手紙を書くことを提出させられた。同じ手紙の中で、ジェーンは自らについて「夫を深く慕う妻 ("a wife who loves her husband")」と呼んでいる。1553年11月14日、ジェーンとギルフォードは、カンタベリー大主教トマス・クランマー、ギルフォードの兄アンブローズ (Ambrose Dudley, 3rd Earl of Warwick) およびヘンリーと一緒にギルドホール (Guildhall) で審理にかけられた。申し開きが行われた後、彼らは全員大逆罪で有罪となった。ギルフォードは、父ノーサンバーランド公爵のもとに配下の軍勢を合流させたこと、妻ジェーンを女王だと認め、扱ったことを根拠に、メアリー女王に対する大逆罪を犯したとされた。

12月、ジェーンはクイーンズ・ガーデンを自由に散策する許可を与えられた。ギルフォードと兄ロバートもベル・タワーの入り口で外の空気を吸うことを許された。ギルフォードはおそらく、この頃からジェーンと会うこともできるようになったと思われる。ギルフォードは妻の祈祷書の中に、義父のサフォーク公爵に対する次のようなメッセージを書き込んでいる、
「父上を愛する忠実な息子は、父上が喜びと安楽に満ちた暮らしがご存命の限り続くような、素晴らしく長い人生を送られることを望んでいます。生涯父上の愚かな息子である、G・ダドリー（Your loving and obedient son wishes unto your grace long life in this world with as much joy and comfort as ever I wish to myself, and in the world to come joy everlasting. Your humble son to his death, G. Dudley」

## 処刑
メアリー女王とスペイン王フェリペ2世との結婚計画は、民衆のみならず議会や枢密院の議員たちの間に大きな反対の声を呼び起こした。1554年初頭のトマス・ワイアットを指導者とする反乱には、ジェーンの父サフォーク公爵も女王の結婚計画を嫌って参加した。反乱者たちにジェーンを復位させる意図は無かった。にもかかわらず、政府はおそらくパニック状態となり、反乱が最も高揚した時期の最中だった2月7日に、ジェーンと夫ギルフォードの処刑を決定した。この事件はまた、将来的な不安材料と不愉快な過去を抹殺する良い機会でもあった。しかしメアリー女王は未だに従妹の娘のジェーンの命を奪うことを躊躇していた。神聖ローマ帝国からの大使かつイングランド枢密院の議員であり、またかつてジェーンを王位に就ける手助けをしたシモン・ルナール (Simon Renard) は、メアリー女王にジェーンとその夫を処刑するよう説得した。復権したスティーブン・ガーディナーも、この機会を逃さず若い夫婦の処刑を主張した。ルナールはすぐに「サフォーク公女ジェーンとその夫は首を取られる」と確信した。
ギルフォードは処刑前日に妻との最後の面会を求めたが、ジェーンは「そんなことをしても悲惨さと苦痛が増すばかり…もっと別の場所で逢うことができ、断ち切られることのない絆で結ばれて生きていけるならばともかく、そうでないのだから逢わない方がずっとましだ…」と考えて拒否した。ギルフォードは2月12日の朝10時にタワー・ヒルに連行されたが、そこには彼との別れの握手をするために「大勢のジェントルマン」が集まっていた。ギルフォードは慣習通り、集まった人々の前で短時間の最後の挨拶を述べた。ギルフォードは「霊的な指導者も呼ばずに」1人でひざまずぎ、祈り、「彼の目と手とを何度も神に見ていただけるように」、人々に彼のために祈るように求めた。ギルフォードは斧の一振りで絶命し、その遺骸は荷車に乗せられ、ロンドン塔内のセント・ピーター・アド・ヴィンキュラ王室礼拝堂 (Chapel Royal of St. Peter ad Vincula) に納められた。夫の遺骸が礼拝堂に運ばれていくのを塔の窓から見ていたジェーンは、「ギルフォード!ギルフォード!」と叫んだと言われる。ギルフォードは、彼の死の1時間後に処刑された妻ジェーンと一緒に、安置された礼拝堂に葬られた。
ギルフォード夫妻の処刑はメアリー女王政府の信望を落とすだけの結果に終わった。夫妻の死の5カ月後、スコットランドの宗教改革者ジョン・ノックスは2人の死について、「全くの潔白だ…抵触する法も信用できる証人もなく、逆心を抱いていた証明も出来なかったのに」と記している。リチャード・グラフトンは10年後の1564年、ギルフォードについて、「私は彼の死に目には会えなかったが、彼の死を聞くと悲憤の涙が流れた
」と記している。

## 引用
1. ↑  Richardson
2. 1 2  Loades p. 238
3. ↑  Wilson pp. 1–4
4. ↑  Wilson pp. 1, 3; Adams pp. 312–313
5. ↑  Chapman p. 65
6. ↑  Loades pp. 147, 285
7. 1 2 3 4 5  Ives p. 275
8. ↑  Loades pp. 226, 238
9. ↑  Ives pp. 185, 36
10. 1 2  Loades p. 239
11. ↑  Loades p. 239; Ives pp. 152–154
12. ↑  Jordan and Gleason pp. 10–11
13. ↑  Ives p. 153
14. 1 2  Ives p. 185
15. ↑  Chapman p. 82
16. ↑  Alford pp. 171–172
17. ↑  Loades p. 256–257
18. ↑  Ives p. 187
19. ↑  Ives p. 188
20. 1 2 3  Ives p. 189
21. ↑  Chapman p. 118; Ives p. 189
22. 1 2  Chapman pp. 117–118; Ives p. 189
23. ↑  Chapman p. 124
24. ↑  Chapman p. 121; Ives p. 241
25. ↑  Chapman p. 121
26. ↑  Chapman p. 122
27. ↑  Ives p. 198
28. ↑  Ives pp. 246, 241–242, 243–244
29. ↑  Ives pp. 184, 241
30. ↑  Ives p. 214
31. ↑  Ives p. 215
32. ↑  Ives p. 241
33. ↑  Ives p. 249; Wilson p. 59
34. ↑  Wilson pp. 59, 62, 63
35. ↑  Ives p. 247
36. ↑  Ives p. 18
37. ↑  Ives p. 186
38. ↑  Wilson p. 63
39. ↑  Bellamy p. 54
40. ↑  Ives pp. 252, 355
41. ↑  Nichols p. 33
42. ↑  Ives p. 252; Wilson p. 59
43. ↑  Ives pp. 261–262
44. ↑  Ives pp. 265–268
45. ↑  Chapman p. 195; Tytler p. 292
46. 1 2  Ives p. 268
47. ↑  Chapman p. 190
48. ↑  Ives p. 274
49. ↑  Nichols p. 55; Ives p. 274–275
50. ↑  Chapman p. 204
51. 1 2  Nichols p. 55
52. ↑  Chapman p. 203